# Marianne Curley
Pour les articles homonymes, voir Curley.
Œuvres principales
- Série The Guardians of Time

Marianne Curley, née le 20 mai 1959 à Windsor en Australie, est auteur de romans de fantasy australienne. Elle est surtout connue pour la trilogie des Guardians of time.

## Biographie
Marianne Curley est née le 20 mai 1959 à Windsor, en Australie. La plus jeune des quatre enfants, elle vivait avec sa famille dans une petite maison près de la rivière Hawkesbury. Elle commença ses études à l'école primaire de St Monica au Richmond, attrapant le bus avec ses frères et sœurs tous les jours jusqu'au jour où la rivière inonda les lieux et brisa sa maison. Ils perdirent tous leurs biens. Ses parents purent sauver des photos. C'était en 1964.
Elle déménagea à Richmond, dans une ferme de Sidney. Sa sœur et elle allèrent à l'école primaire puis au collège. À l'école, elle adorait les livres, comme Oliver Twist. Après les examens, elle travailla dans le bureau du Gouvernement.
Elle se maria avec un ami d'enfance, John Curley, à 31 ans. Ils vécurent dans une maison près de St Clair. Son premier enfant était Amanda, née en décembre 1981. Danielle est née en février 1983 et son fils Chris en mars 1986.
Ils ont beaucoup d'animaux domestiques et ils déménagent en 1998 pour la ville, quittant Sydney. Elle fait de longues études et écrit une nouvelle. 
Elle fut opérée à l'hôpital après une visite chez le docteur pour cause de fatigue. Elle dut faire une transplantation grâce à sa sœur Therese Mallia. Grâce à cela, elle est toujours vivante et vit avec son époux.

## Œuvre
Son premier roman, Old Magic intéressa des éditeurs anglais (Bloomsbury) tandis qu'elle ne trouvait pas d'éditeur australien. Il fut distribué en plusieurs langues (allemand, danois, finlandais, norvégien, hollandais, français, espagnol, grec, italien et japonais). L'histoire de Jaron et de Kate qui font face à une malédiction qui plane sur sa famille grâce à la magie.
Elle est l'autrice de la trilogie des Guardians of time, l'aventure d'une sœur, d'un frère et d'un ami, qui font face aux altérations du passé. Elle fut récompensée de nombreuses récompenses pour ses livres. Le livre devait être adapté en série pour la télévision, mais le projet a été abandonné.

### SérieThe Guardians of Time
1. (en) The Named, 2002
2. (en) The Dark, 2003
3. (en) The Key, 2005

### SérieAvena
1. (en) Hidden, 2013
2. (en) Broken, 2014

### Romans indépendants
- Les Sortilèges du passé, Gallimard Jeunesse, 2002 ((en) Old Magic, 2000)